# Gare de Jallieu
La gare de Jallieu est une ancienne gare ferroviaire française de la ligne de Saint-Hilaire-de-Brens à Jallieu, située sur le territoire de la commune de Bourgoin-Jallieu dans le département de l'Isère en région Auvergne-Rhône-Alpes.

## Histoire
La gare ouvre en 1899, est fermée aux voyageurs en 1931, cesse d'être exploitée en 1947, est déclassée en 1954 et rasée en 1955, pour laisser place à des lotissements au niveau du quartier Funas, après acquisition du site par la mairie. La concession des CFEL prend fin en 1977,.